# Tony Carey
Anthony Lawrence Carey, detto Tony (Watsonville, 16 ottobre 1953), è un tastierista, cantante e produttore discografico statunitense.

## Biografia
È noto per essere stato il tastierista dei Rainbow. Fino agli inizi del 1975 aveva militato in una band chiamata Blessings, poi Ritchie Blackmore l'ha chiamato nei Rainbow al posto di Micky Lee Soule. Pur avendo registrato un solo album con i Rainbow (Rising), ha lasciato una traccia indelebile nella storia della band, tanto da essere riconosciuto membro della formazione "classica" del gruppo. Memorabile è ad esempio l'introduzione di tastiera di Tarot Woman (traccia con cui comincia l'album). Durante il tour successivo alla pubblicazione del disco sono stati pubblicati alcuni dischi live di quel periodo, in cui le sue doti, come del resto quelle di tutti gli altri componenti, sono state esaltate.
Nella primavera del 1977 Carey ha lasciato i Rainbow e verrà sostituito da David Stone. Nel 1978 si è trasferito in Germania, dove ha iniziato la carriera solista pubblicando una serie di dischi di successo. È stato poi il fondatore del Planet P Project con cui ha effettuato varie incisioni suonando numerosi strumenti.
Carey ha anche lavorato come produttore discografico per artisti come Joe Cocker, Milva, John Mayall, Anne Haigis, Eric Burdon, Jennifer Rush e altri.

## Discografia

### Con i Rainbow

#### Album in studio
- 1976 – Rising

#### Live
- 1977 – On Stage
- 1990 – Live in Germany 1976

### Con gli Zed Yago
- 2010 – Pirates from Hell

### Da solista
- 1982 – Yellow Power
- 1982 – In the Absence of the Cat
- 1982 – I Won't Be Home Tonight
- 1982 – Explorer
- 1982 – Heaven
- 1982 – No Human
- 1984 – T.C.P.
- 1984 – Some Tough City
- 1985 – Blue Highway
- 1987 – Bedtime Story
- 1989 – Wilder Westen Inklusive
- 1989 – For You
- 1990 – Storyville
- 1990 - No Man's Land (con Eric Burdon e Anne Haigis)
- 1994 – Cold War Kids
- 1999 – The Boystown Tapes
- 2007 – Live in Sweden 2006 - Volume 1
- 2007 – The Voyager Files
- 2008 – The New Machine